# Župnija Raka
Župnija Raka je rimskokatoliška teritorialna župnija Dekanije Leskovec Škofije Novo mesto.
Do 7. aprila 2006, ko je bila ustanovljena Škofija Novo mesto, je bila župnija del Nadškofije Ljubljana.

## Zgodovina
Župnija Raka je bila ustanovljena leta 1363. To ozemlje je prej spadalo pod župnijo Bela Cerkev.
Cerkev so začeli zidati leta 1770 po načrtih, ki jih je naredil Lovrenc Prager. Zidali so jo v baročnem stilu nato je delo prevzel njegov sin Ignac Prager. Cerkev je bila posvečena leta 1803, kot lahko razberemo s kamna na južni strani južnega zvonika cerkve, in ne leta 1804 kot se večkrat pomotoma navaja.                                                                           

## Sakralni objekti
| #  | Slika                     | Cerkev              | Kraj            |
| -- | ------------------------- | ------------------- | --------------- |
| 1. | Klikni za spremembo slike | Cerkev sv. Lovrenca | Raka            |
| 2. | Klikni za spremembo slike | Cerkev sv. Lenarta  | Ravno           |
| 3. | Klikni za spremembo slike | Cerkev sv. Marjete  | Podulce         |
| 4. | Klikni za spremembo slike | Cerkev sv. Neže     | Vrh pri Površju |
| 5. | Klikni za spremembo slike | Cerkev sv. Petra    | Koritnica       |